# Eresjkigal
Eresjkigal, ook Ereshkigal, Ereskigal of Eriskigal (Soemerisch kresj=onder, ki=aard, gal=groot, dus "Dame onder grote Aarde") was in de Akkadische en in de Babylonische mythologie de goddelijke koningin van de onderwereld, Irkalla. Zij werd vereerd vanaf ongeveer 3500 v.Chr.. Eresjkigal was de zus van de vruchtbaarheidsgodin Isjtar, tegenhangster van de Sumerische godin Inana. Haar belangrijkste tempels stonden in Kutha en in Sippar. Als echtgenoot was haar Nergal toegewezen en daarmee was zij godin van de onderwereld. Ze komt voor in de verhalen van de Afdaling van Inanna in de onderwereld en Dood van Dumuzi. Aanvankelijk zou zij volgens sommige bronnen een hemelgodin zijn geweest, maar werd door Kur als buit naar de onderwereld ontvoerd, toen Enlil met wie zij een relatie zou hebben, de aarde in bezit nam. Haar partner zou echter Nergal zijn.
Deze godin duikt op 15e-14e eeuw v.Chr. en opnieuw 7e eeuw v.Chr. Zij is bekend door twee mythen vol geweld en erotiek en over het huwelijk, waarvan men denkt dat ze de verandering in de seizoenscyclus symboliseren, maar het zouden ook illustraties van doctrines kunnen zijn, die in de tempelscholen van Babylon werden ontwikkeld. Eresjkigal wordt er daarom als zuster van Isjtar gezien, en in zekere zin zijn die als twee tegenpolen, symbool voor de twee gezichten van de natuur, het ene overvloed brengend, het andere alles weer terugnemend en vernietigend, zoals in het niet-productieve seizoen van het jaar. Naarmate de doctrine van de twee koninkrijken, het aardse en het onderaardse, vorm aanneemt, wordt ook het verblijf van elk van de zusters scherper afgelijnd.
Volgens een mythe heerste Eresjkigal volledig autonoom over de onderwereld. Volgens een andere mythe had zij een ondergeschikte echtgenoot Gugalana. 
Volgens het Gilgamesj-epos had Eresjkigal haar koninkrijk niet zelf gekozen, maar was het haar toegewezen als verblijfsruimte. Er werd ook gezegd dat zij door Kur was geschaakt geweest en naar de onderwereld gebracht. Maar zij was de enige die er oordelen kon uitbrengen en wetten bepalen.
De onderwereld werd gesitueerd onder de wateren van Apsu, de Oeroceaan. Soms werd ernaar gerefereerd als naar 'de berg', soms als naar 'vijandig gebied'. Opdat niemand naar het land van de levenden zou terugkeren, werd de onderwereld door zeven muren omwald. Bij elk van de zeven poorten moest men iets van zijn kleding afnemen en achterlaten als symbool van aardse eigenschappen. Wanneer de overledene ten slotte de centrale kern bereikte, was hij helemaal naakt en voor altijd in eeuwig duister gevangen. 
Eresjkigal had daar haar troon en moest zich voeden met klei en vuil water. De godin had een onverzadigbare seksuele appetijt. Nooit liet ze zich door medelijden voor anderen van haar eigen verlangens afbrengen. Volgens een bepaalde mythe had zij zes dagen en zes nachten geslachtsgemeenschap met de oorlogsgod Nirgal, toen die de onderwereld werd binnengebracht. Daarna was ze nog steeds niet verzadigd. 
Volgens een bepaalde mythe was Eresjkigal alleenheersende meesteres van de onderwereld Aralu, tot Nergal daar toekwam bij een inval in haar rijk. Hij plaatste twee demonen bij iedere poort. Omwille van de lieve vrede huwde Eresjkigal hem en verleende hem aldus gezag over de onderwereld.
Zij was de moeder van de godin Nungal. Haar zoon Namtar had ze bij Enlil. Bij Gugalana had ze een zoon Ninazu.